# Zeuktophyllum
Zeuktophyllum je biljni rod iz porodice čupavica raširen po jugu Afrike. Priznate su dvije sukulentne vrste koje rastu u okolici Ladismitha i Laingsburga u provinciji Western Cape.

## Vrste
1. Zeuktophyllum calycinum (L.Bolus) H.E.K.Hartmann
2. Zeuktophyllum suppositum (L.Bolus) N.E.Br.